# Axial-Vorschub-Querwalzen
Das Axial-Vorschub-Querwalzen (AVQ) ist eine Variante des Querkeilwalzens zur Herstellung mehrfach abgesetzter, wellenförmiger Bauteile in kleinen und mittleren Stückzahlen. Beim Querwalzen wird nach DIN 8583-2 das Walzgut ohne Bewegung in Achsrichtung um die eigene Achse gedreht. „Beim Axial-Vorschub-Querwalzen wird das Werkstück axial bewegt und eine radiale Walzenzustellung vorgenommen.“

## Verfahrensprinzip

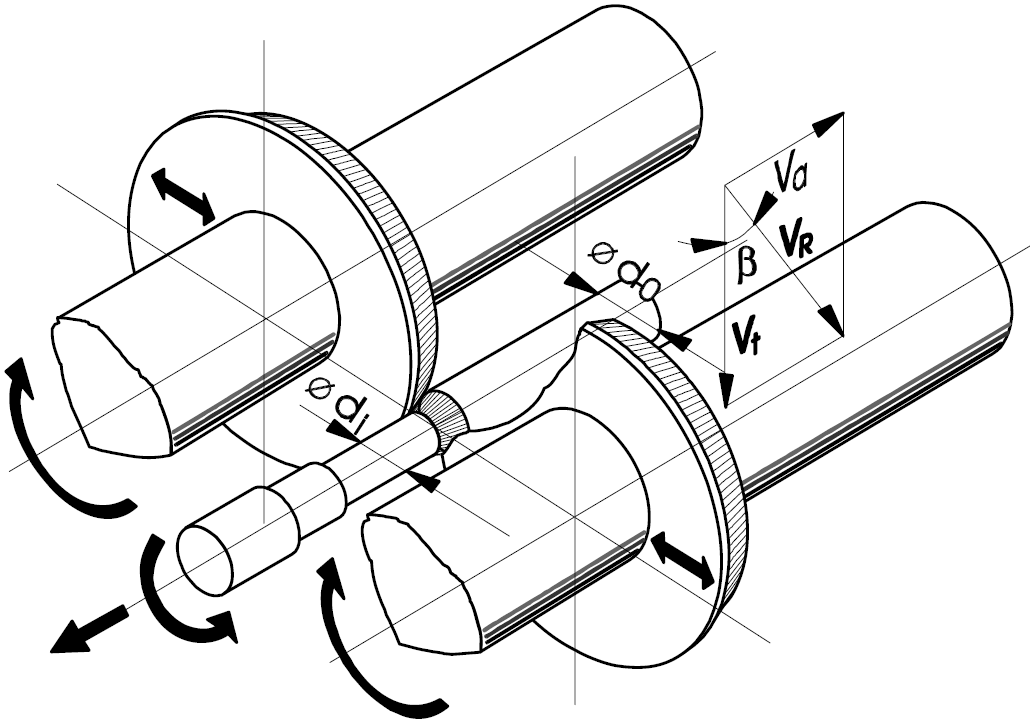
Verfahrensprinzip des AVQ

Das AVQ ist somit eine Modifikation des Konvex-Konvex-Querkeilwalzens. Der zur Realisierung des axialen Werkstoffflusses erforderliche Keilwinkel ist nicht Bestandteil der Werkzeuggeometrie, sondern wird kinematisch durch das frei wählbare Verhältnis {\displaystyle \beta } von axialer Werkstückgeschwindigkeit und Umfangsgeschwindigkeit von Walze bzw. Werkstück gebildet.
Die angetriebenen Walzwerkzeuge werden radial aufeinander zubewegt, wodurch ein leicht untermittig im Walzspalt angeordnetes Werkstück durch Reibschluss in Rotation versetzt wird. Bei weiterer radialer Walzenzustellung wird in das Werkstück eine Rille in Gestalt des Walzenprofils eingewalzt. Wird nun das rotierende Werkstück über die drehbare Spanneinrichtung in Richtung der Werkstückachse aus dem Walzspalt gezogen, so wird die eingewalzte Rille verbreitert. Je nach Richtung einer weiteren radialen Walzenzustellung kann der nächste Wellenabsatz kleineren oder größeren Durchmessers gewalzt werden.
Diese kinematische Gestalterzeugung macht die Flexibilität des Verfahrens aus.
Damit können auf umformendem Wege, flexibel automatisiert, rotationssymmetrische, abgesetzte oder profilierte Werkstücke gefertigt werden, womit sich die Möglichkeit zur wirtschaftlichen Herstellung kleinerer Stückzahlen derartiger Werkstücke ergibt.
Weitere Vorteile sind, neben der großen herstellbaren Konturenvielfalt der Werkstücke:
- die verbesserte – insbesondere dynamische – Festigkeit der gewalzten Teile
- die erhebliche Materialeinsparung im Vergleich zur Komplettdrehbearbeitung
- die Reduzierung der Fertigungszeit – trotz spanender Fertigbearbeitung, sofern notwendig.

## Entwicklungsgeschichte
Bei den Ende der 1970er Jahre an der Professur für Fertigungstechnik/Umformtechnik der TU Dresden unter Leitung von Ludwig Eberlein durchgeführten Untersuchungen zum Querkeilwalzen erwies es sich als Mangel, dass hierfür keine anwendungsbereiten Arbeitsparameter verfügbar waren. Die zu deren Ermittlung erforderliche große Anzahl an Walzwerkzeugen mit unterschiedlichem Keilwinkel führte zu dem Vorschlag, den beim Querkeilwalzen durch den Umformkeil bewirkten axialen Werkstofffluss durch die axiale Verschiebung der Werkzeuge oder des Werkstückes kinematisch abzubilden. Dieses Verfahrensprinzip des AVQ wurde 1983 patentrechtlich geschützt. Das Verfahren war zunächst als Alternative zur konventionellen, rein spanenden Fertigung mehrfach abgesetzter, wellenförmiger Teile aus Vollmaterial gedacht.

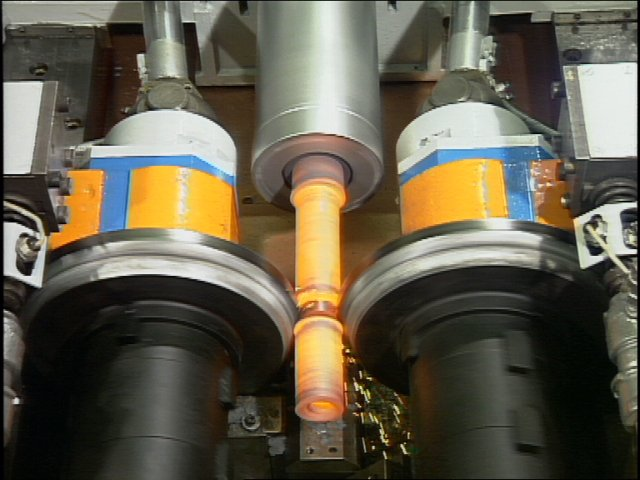
Pilotanlage zum AVQ an der TU Dresden 1995

Im Rahmen eines DFG-Forschungsprojektes „Prozesskennfelder für das Axial-Vorschub-Querwalzen“ wurde Anfang der 1990er Jahre auf Basis einer Zweischlitten-Profilwalzmaschine eine Pilotanlage für das AVQ entwickelt und gebaut. Dabei  wurden in einem umfangreichen Versuchsprogramm an der TU Dresden und durch aufwändige und detaillierte FEM-Prozessanalysen am Institut für Umformtechnik und Umformmaschinen (IFUM) der Universität Hannover wurden unter Leitung von Wolfgang Voelkner und Eckart Doege die Haupteinflussgrößen dieses stark instationären Querwalzverfahrens und ihre Auswirkungen auf Walzprozess und -ergebnis am Beispiel einer Vollwelle für einen Getriebehersteller untersucht. Forschungsarbeiten u. a. zur FEM-Simulationen des AVQ wurden in den 2000er Jahren am Beijing Research Institute of Mechanical and Electrical Technology durchgeführt. Auf der Hannover Messe 1996 wurde das Walzverfahren und die zugehörigen Pilotanlage entsprechend dem damaligen Entwicklungsstand einem breiten Publikum präsentiert.
In den Folgejahren wurden vorrangig im Auftrag von Forschungseinrichtungen und Industrieunternehmen wie beispielsweise der Volkswagen AG Prinzipversuche zum AVQ für spezielle Anwendungsfälle und unterschiedliche Werkstoffe, d. h. verschiedenartige Legierungen von Eisen- und Nichteisenmetallen, darunter auch schwer umformbare und hochwarmfeste Materialien, durchgeführt. Beispielsweise wurde die Fertigung von Vorformen für geschmiedete Fahrzeugräder aus Magnesium-Knetlegierungen mittels AVQ erforscht.

## AVQ von Hohlteilen
Die stark gestiegenen Materialkosten und der Trend zur Leichtbauweise führten im Jahre 2002 zu Überlegungen, das Axial-Vorschub-Querwalzen auch für die Herstellung von Hohlwellen mit definierter Außen- und Innenkontur anzuwenden. Vorherige Untersuchungen kamen jedoch zum Ergebnis, dass Hohlteile durch AVQ nur mit definierter Außenkontur wirtschaftlich herstellbar sind, besonders dann, wenn es sich um sehr lange Teile handelt. Der Einsatz von Profildornen zum Walzen einer definierten Innenkontur wurde verworfen, da dadurch die Flexibilität – eines der wesentlichsten Vorteile des AVQ – eingeschränkt wird. Beim AVQ ohne Dorn wiederum kommt es im Innendurchmesser des als Ausgangsmaterial verwendeten Rohres zu einem „ungehinderten“ Werkstofffluss, der in jedem Fall eine spanende Nachbearbeitung zur Realisierung einer definierten Innenkontur bedingt.
Walzversuche, das AVQ auch mit Dorn flexibel zu gestalten, führten zu einer in Kooperation mit ThyssenKrupp patentierten Verfahrensvariante einschließlich einer zugehörigen Vorrichtung, die mit wenigen einfachen Werkzeugen das Walzen abgestufter Hohlwellen verschiedener Abmessungen und auch größerer Längen aus einem Rohr ermöglicht. In den Versuchen wurde nachgewiesen, dass es möglich ist, rohrförmige Stabilisatoren für Kraftfahrzeuge mit zwei stirnseitig abgesetzten Bereichen und einem langen, im Durchmesser und in der Wandstärke reduzierten Mittelteil aus einem Rohr in einer Aufspannung herzustellen.

## Maschinenentwicklung
Die ersten Versuchsmaschinen waren an der TU Dresden modifizierte Profilwalzmaschinen unterschiedlicher Baugröße der Profiroll Technologies GmbH Bad Düben. Die letzte Prototypenmaschine wurde 2012 verschrottet.
Auf Grundlage des Verfahrensprinzips und der hierfür entwickelten Maschinenlösungen wurde für das Fraunhofer-Institut für Werkzeugmaschinen und Umformtechnik (IWU) Chemnitz eine AVQ-Maschine von der LASCO Umformtechnik GmbH konstruiert und gebaut. Diese Maschine AVQ 630 wurde im November 2012 im Rahmen der 4. Internationale Konferenz „Accuracy in Forming Technology“ (ICAFT) der Öffentlichkeit vorgestellt.
Mit der Maschine wird am IWU das AVQ zur Erforschung der Herstellung von Motoren- und Triebwerksteilen sowie medizinischer Produkte (z. B. Hüftgelenksprothesen) aus Titanaluminiden im Rahmen des BMBF-Forschungsprojektes „Ressourceneffiziente Formgebungsverfahren für Titan und hochwarmfeste Legierungen“ weiterentwickelt. Im Rahmen dieses Forschungsprojekts wurden außerdem die Arbeiten zur FEM-Simulation des inkrementellen Umformverfahrens AVQ fortgeführt.